# Лабрадор ретривър
Лабрадор ретрийвър е една от най-популярните породи кучета.

## История на породата
Съвременните Лабрадори възникнали в провинция Нюфаундленд и Лабрадор, Канада. Породата основаването на Лабрадорът беше вода куче кантарион, порода, която се появи през ад-хок кръстоска от ранните заселници на острова през 16 век. [ 8] предците на Dog кантарион не са известни, но вероятно са били случаен порода смесица от английски, ирландски, португалски и работни породи. Нюфаундленд (известен тогава като Greater Нюфаундландът) е вероятно в резултат на Куче за разплод кантарион с мастифи доведени до острова от поколенията на португалските рибари, които са били, извършващи риболов в открито море от 16 век. По-малкият късокосместо кантарион куче (също известен тогава като Lesser Нюфаундландът) се използва за извличане и дърпа в мрежите от водата. Тези по-малки кучета са били предците на Лабрадор ретривър. Белият гърдите, краката, брадичката, и муцуната – известен като смокинг маркировки – характеристика на Dog кантарион често се появяват в съвременните Лабораторни смеси, и от време на време ще се прояви в лабрадори като малко бяло петно на гърдите (известен като медальон) или заблудени бели косми по краката или муцуната.
Площ от Нюфаундленд Св. Йоан бе договорена предимно от англичаните и ирландците. Местните рибари първоначално използвани куче кантарион да окажат съдействие при извършване въжета между лодки, теглене Лодки, и помага да извлечете мрежести чорапогащници във водата. Лоялност Лабрадорът и трудолюбиви поведение са ценни активи за рибарите.
А броят на Св. Йоан Кучетата са били върнати до района Poole на Англия в началото на 19 век, тогава център на риболова търговията на Нюфаундленд, от дворяните, и стана ценени като спортни и водоплаващи ловни кучета. няколко развъдници, отглеждащи тези израснал в Англия, като в същото време комбинация от политиката за защита на овце (Нюфаундленд) и карантина бяс (Англия) доведоха до постепенно тяхната смърт в страната им на произход.
Първата и втората графовете Malmesbury, които развъждат за патица стрелба на имението си, и на 5-и и 6-и херцозите на Buccleuch, и най-малкият син лорд Джордж Уилям Montagu–Douglas-Scott, са били важен инструмент при разработването и създаване модерната Лабрадор порода през 19 век в Англия. Кучетата Avon („Buccleuch Avon“) и Нед, дадени от Malmesbury да съдейства на херцога на програма за развъждане Buccleuch през 1880-те се считат за предците на съвременните лабрадори. Първото куче кантарион се казва, да бъдат доведени до Англия през или около 1820, но репутацията на породата се е разпространил в Англия дълго преди. Има една история, че графът на Malmesbury видях кучето кантарион на рибарска лодка и веднага се уговорила с търговците да имате някои от тези кучета, изнесени в Англия. Тези предци на първите лабрадори толкова впечатлени граф с техните умения и способност за извличане на нещо в рамките на водата и на брега, че той посвещава целия си развъдник за развитието и стабилизирането на породата.

### Характер
Отличават се с добър нрав. Големи любители на плуването във вода. Лесно приспособими. Интелигентни, проницателни и без следа от агресия или прекалена боязливост.
Лесно се дресират и приспособяват към всякакъв вид семейства, стига да получават необходимата разходка – минимум 1 до 3 часа на ден.

### Външност
Лабрадорите са сравнително големи, с мъжките обикновено с тегло 29 – 41 кг (64 – 90 фунта) и жени от 25 до 32 кг (55 – 71 фунта). Лабрадори с тегло близо до или над 100 (45 кг), се считат с наднормено тегло или като основна вина под стандартите American Kennel Club, въпреки че някои лабрадори тежат значително повече. По-голямата част от характеристиките на тази порода, с изключение на цвят, са резултат от разплод да произвежда работа ретривър.
Както и при някои други породи, конформацията (обикновено „English“, „шоу“ или „пейка“) и областта (обикновено „американски“ или „работа“) линии се различават, въпреки че и двете линии са отгледани в двете страни. Като цяло, обаче, конформация Лабрадорите са склонни да бъдат развъждани като средни кучета, по-кратки и по-набит с пълни лица и малко по-спокоен характер, отколкото техните колеги Опита, които често се отглеждат като по-високи, по-леки рамки кучета, с малко по-широки лица и малко по-дълъг нос, но Опита лабрадори все още трябва да бъдат пропорционални и да се поберат в рамките на AKC стандарти. С полеви лабрадори, прекомерно дълги носове, тънки глави, дълги крака и върлина рамки не се считат за стандарт. Тези два вида са неофициални и не кодифицирани или стандартизирани; не се прави разграничение от AKC или други киноложки клубове, но двата вида са от различни развъдни линии. Австралийската фондова също съществува, макар че не се вижда на запад, те са често 

## Официални стандарти на породата
Има голяма доза разнообразие сред лабрадорите. Следните характеристики са типични за строеж показват развъждат (пейка порода) линии от тази порода в Съединените щати, и се основават на стандарта AKC. са отбелязани значителни разлики между Великобритания и американските стандарти.
Размер: лабрадорите са относително голяма порода. Те би трябвало да бъде толкова дълго, от холката до основата на опашката, тъй като те са от пода до холката. Изправени мъжките трябва да имат 22.5 до 24.5 инча (57 – 62 см) височина при холката и тегло 65 до 80 lb (29 до 36 кг). Женските трябва да имат 21.5 до 23.5 инча (55 – 60 см) и да тежат 55 – 70 lb (от 25 до 32 кг). За сравнение според стандартите на Великобритания Kennel Club, височината трябва да бъде 22 до 22.5 инча (56 – 57 см) за мъжките и 21.5 до 22 инча (55 – 56 см) за женските.
Герб: Герб на лабораторията трябва да бъде кратък и плътен, но не жилав. Козината е описана като „водоустойчива“ или по-точно „водоотблъскваща“, така че кучето не е студено, когато приемате с вода през зимата. Това означава, че кучето естествено има малко сух, маслен слой. Допустими цветове са черно, жълто (в диапазона от слонова кост или крем за лисица червено), и шоколад.
Глава: Главата трябва да е широк с ясно изразен стоп и леко изразено чело. Очите трябва да са мили и изразителни. Подходящи цветове на очите са кафяви и лешникови. Подплатата около очите трябва да са черни. Ушите трябва да висят в близост до главата и са определени малко над очите.
Челюсти: Челюстите трябва да са силни и мощни. Муцуната трябва да бъде със средна дължина, и не трябва да бъде прекалено заострена. Челюстите трябва да висят леко крива и грациозно назад.
Тяло: Тялото трябва да бъде силно и мускулесто, с най-горния ред ниво.

### Цветове
Лабрадор ретривър са регистрирани в три цвята: черен (твърд черен цвят), жълт (нещо от цвета, че някои животновъди продават като бели или кремави до „лисица – червено“), и шоколад (средно до тъмно кафяв). Някои кучета се продават като „сребърни“ чистопородни лабрадори, но чистотата на тези кръвни линии е спорена. Основните развъдни клубове по целия свят позволяват Сребърни лабрадори да бъдат регистрирани, но не като „Silver“. The Kennel Club (Англия) изисква те да бъдат регистрирани като „Non – признат“. Клубът родител за Лабрадор ретривър в САЩ (ЕРЦ) заявява публично, че „Не е генетична основа за сребро ген в лабрадори“. Понякога лабрадорите ще имат малки количества бяло на гърдите, лапите и опашката, и рядко е чиста Lab ще проявяват Тигровите (ивици) или кафеникави точки подобно на ротвайлер. Тези маркировки ще дисквалифицират кучето за шоу, но нямат никакво влияние върху темперамента или способността му да бъде един добър работник или домашен любимец.
Кученца от всички цветове потенциално могат да се появят в същото котило. Цвета се определя главно от три гена. Първият ген (локус B) определя плътността на еумеланинови пигментни гранули на козината, ако този пигмент е позволено: плътни гранули довеждат до черна окраска, оскъдни такива дават шоколадова окраска. Вторият (Е) мястото определя дали еумеланин се произвежда изобщо. Едно куче с рецесивен алел д ще произвежда само феомеланин пигмент и ще бъде жълт, независимо от неговия генотип на локуса на B. Гените известни за предварително са имали техния брой се увеличава с въвеждането на траекторията K, където доминиращата „черен“ алел KB сега е известен за пребиваване. Черен или шоколадови лабрадори следователно трябва да имат KB алел. Жълти лабрадори се определят на локуса на E, така че траекторията K е без значение при определяне на техния цвят. Вариациите в множество други гени контролират по-фините детайли на оцветяване на козината, които в жълтите лабрадори варира от бял до светло злато, лисица червено. Носовете Шоколад и черни лабрадори ще съответстват на цвета на козината.
Според проучване, 2011, 13 от общо 245 изследвани лабрадори са хетерозиготни за мутацията M264V отговорен за melanistic маската, а един не е хомозиготен. В породата, тази черта не се вижда.

### Жълтите
В ранните години на породата чрез до средата на 20 век, лабрадори на сянка сега ние ще наричаме „жълто“ в действителност са били на тъмно, почти карамел, цвят (видим в началото на жълти лабрадори фотографии). Сянката е бил известен като „Златната“, докато е необходимо, за да бъде променена от Kennel Club UK, с мотива, че „Gold“ не е всъщност цвят. През 20 век предпочитание за далеч по-светли нюанси на жълто чрез крем надделя, докато днес повечето жълти лабрадори са от тази сянка. Също светлобежов е общ цвят в разнообразието жълт лаборатория.
Интересът към по-тъмните нюанси на злато и червена лисица се възстанови от английски животновъди през 1980 г., и три кучета са инструментални в тази промяна: Balrion King Frost (черен, роден в 1976 година.), Които последователно желаната „много тъмно жълт“ поколението и се кредитира като имащи „най-голямо влияние в повторното развитие на лисица червена сянка“, и неговия правнук, на също известния Wynfaul Табаско (р. 1986), описва като „бащата на модерната лисица червено Лабрадорът“, и единствената модерна лисица червено Покажи шампион във Великобритания. Други кучета, като Red Alert и Scrimshaw Пласидо Flamingo, също са кредитирани с предаването на гените на повече от един известен кръвна линия.

### Шоколадови
В ранните години на породата чрез до средата на 20 век, лабрадори на сянка сега ние ще наричаме „жълто“ в действителност са били на тъмно, почти карамел, цвят (видим в началото на жълти лабрадори фотографии). Сянката е бил известен като „Златната“, докато е необходимо, за да бъде променена от Kennel Club UK, с мотива, че „Gold“ не е всъщност цвят. През 20 век предпочитание за далеч по-светли нюанси на жълто чрез крем надделя, докато днес повечето жълти лабрадори са от тази сянка. Също светлобежов е общ цвят в разнообразието жълт лаборатория.
Интересът към по-тъмните нюанси на злато и червена лисица се възстанови от английски животновъди през 1980 г., и три кучета са инструментални в тази промяна: Balrion King Frost (черен, роден в 1976 година.), Които последователно желаната „много тъмно жълт“ поколението и се кредитира като имащи „най-голямо влияние в повторното развитие на лисица червена сянка“, и неговия правнук, на също известния Wynfaul Табаско (р. 1986), описва като „бащата на модерната лисица червено Лабрадорът“, и единствената модерна лисица червено Покажи шампион във Великобритания. Други кучета, като Red Alert и Scrimshaw Пласидо Flamingo, също са кредитирани с предаването на гените на повече от един известен кръвна линия

### Използвани за работни кучета
Лабрадорите са интелигентна порода с добра работна етика и като цяло добър темперамент. Общи работни роли за лабрадори, включват:. Лов, проследяване и откриване (те имат страхотно чувство за миризма, която помага при работа в тези области), хора с увреждания – помощ, картинг, и терапия на работа [ 40] Приблизително 60 – 70 % от цялото ръководство кучета в Канада са лабрадори, други общи породи са голдън ретривъри и немски овчарки [ 41] Лабрадор ретривърите са доказали, че имат висока успеваемост при превръщането им в кучета-водачи. Едно проучване бе направено от това колко добре четири различни породи (Лабрадор ретривър, голдън ретривър, Лабрадор ретривър / Голдън Ретривър микс и немски овчарки) са обучени да станат кучета-водачи. В този експеримент, немски овчарки, имаха най-голям шанс да го приключат. Лабрадор ретривър и Лабрадор Ретривър / Голдън Ретривър Mix имаха най-голям успех. Въпреки това, немските овчарки и голдън ретривърите имат по-висок процент на успеваемост като това се постига чрез по-дълго обучение, отколкото обучението, необходимо за Лабрадор ретривър.
Лабрадорите са мощни и неуморни плувци. За отбелязване е способността им да понасят и най-студената вода в продължение на дълги периоди от време. Способността им да работят тихо редом до ловците, докато гледате за птиците да падат от небето, маркиране, където те земя, а след това с помощта на неиздължените си носа, за да намерите и изтеглите мъртви или ранени птици ги е направил цар водолюбиви ретривъри. Те са също се използва за посочване и зачервяване и направи отлични планински дивеч ловни партньори.
Високата интелигентност, инициативност и посоката на лабрадорите в работните роли е илюстриран с кучета като Endal, които по време на извънредна ситуация от 2001 г. поставя в безсъзнание човешко същество в позиция на възстановяване, възстановен мобилния си телефон изпод колата, донесе одеяло и го покри, излая в околните жилища за помощ, и след това се затича към близкия хотел да получи помощ. редица лабрадорите също са били научени да подпомогне техния собственик при премахване на пари и кредитни карти от банкомати с предварително обучение.
Породата се използва за водно спасяване / животоспасяваща. Той продължава в тази роля днес, заедно с Leonberger, Нюфаундленд и голдън ретривър кучета; те се използват на италианската школа на Canine Lifeguard.

### Демография
Лабрадорът е изключително популярно куче. Така например от 2006 г.:
Смята се за най-популярната порода в света.
Най – популярен куче от собствеността в Австралия, Канада Израел. Нова Зеландия Великобритания, и САЩ (от 1991 г.),
Както в Обединеното кралство така и в САЩ, лабрадорът е най-популяраната регистрирана порода. Ако сравнението е ограничено до породи кучета с подобен размер, а след това там са около 3 – 5. Пъти тъй като много лабрадори, регистрирани в двете страни като следващите най-популярните породи, немска овчарка и голдън ретривър.
Най-популярната порода куче помощ в Съединените щати, Австралия и много други страни, както и че е широко използван от полицията и други официални органи за тяхното откриване и работни способности. Приблизително 60 – 70 % от всички кучета-водачи в Съединените щати са лабрадори (виж по-долу).
Седем от 13 от австралийската Зала на славата назначения Национален Киноложки Съвета „Изключително Gundogs“ са лабрадори (списък обхваща 2000 – 2005 г.).
Няма глобален регистър на лабрадори, нито подробна информация относно броя на лабрадори, които живеят във всяка страна. Страните с петте най-големи числа на Лабрадор регистрации към на 2005 г. са:
1. United Kingdom
2. Франция
3. САЩ (приблизително равен),
4. Швеция,
5. Финландия

Швеция и Финландия са с далеч по-ниски популации, отколкото другите три страни, което предполага, че към 2005 г. тези две страни имат най-висок дял на лабрадори на милион хора: тъй като няма глобален регистър за лабрадори, е трудно да се установи дали има просто по-малък процент от хора официално регистрирали животните си в страни като Съединените щати, или дали броят на животните на глава от населението е всъщност по-малък.